# عاصم بن ثابت
عاصم بن ثابت بن أبي الأقلح (المتوفي سنة 4 هـ) صحابي من الأنصار من بني ضبيعة بن زيد من الأوس، بايع النبي محمد بيعة العقبة، وشهد معه غزوتي بدر وأحد، وقُتل يوم الرجيع.

## سيرته
كان عاصم بن ثابت بن أبي الأفلح بن عصمة من السابقين من الأنصار إلى الإسلام، وهو من بني ضبيعة بن زيد من الأوس، وأمه هي الشموس بنت أبي عامر بن صيفي ضبيعة. ولما هاجر النبي محمد إلى يثرب، آخى بينه وبين عبد الله بن جحش. وقد شهد عاصم مع النبي محمد غزوتي بدر وأحد، وكان ممن ثبتوا معه يوم أحد، وقد عُرف عنه مهارته في الرماية، وشجاعته. فقد رُوي أن النبي محمد سأل من معه ليلة العقبة أو ليلة بدر، فقال: «كيف تقاتلون؟»، فقام عاصم بن ثابت فأخذ القوس والنبل، وقال: «إذا كان القوم قريبًا من مائتي ذراع كان الرّمي، وإذا دنوا حتى تنالهم الرّماح كانت المداعسة حتى تقصف، فإذا تقصّفت وضعناها وأخذنا بالسيوف وكانت المجالدة»، فقال النبي محمد: «هكذا نزلت الحرب، من قاتل فليقاتل كما يقاتل عاصم».
أبلى عاصم يوم أحد بلاء حسنًا، وقتل يومها من أصحاب اللواء من بني عبد الدار بن قصي الحارث ومسافع ابني طلحة بن أبي طلحة، فنذرت أمهما أن تشرب الخمر في رأس عاصم، وجعلت لمن جاء برأسه مائة ناقة. فقدم ناس من بني لحيان من هذيل على النبي محمد فسألوه أن يوجه معهم نفرًا يقرئونهم القرآن ويعلمونهم شرائع الإسلام. فوجه في صفر سنة 4 هـ معهم سرية مرثد بن أبي مرثد وفيهم عاصم. فلما قدموا بلادهم اجتمع عليهم نحو مائة من بطون رعل وذكوان ولحيان، فقالوا لهم: «استأسروا فإنا لا نريد قتلكم، وإنما نريد أن ندخلكم مكة فنصيب بكم ثمنًا». فأبى عاصم إلا القتال، فرماهم حتى فنيت نباله، ثم طاعنهم حتى انكسر رمحه، فقاتلهم بالسيف، وقال: «اللهم إني حميت دينك أول النهار فاحم لي لحمي آخره»، فجرح منهم رجلين وقتل واحدًا، ثم قتلوه. فأرادوا أن يحتزوا رأسه، فإذا بالدبر تحميه، ثم أمطرت السماء في الليل مطرًا كثيفًا حمله، فلم يصلوا إليه.
توفي عاصم وله من الولد محمد أمه هند بنت مالك بن عامر من بني جحجبا بن كلفة.

## وصلات خارجية
- قصة الإسلام - عاصم بن ثابت بن أبي الأقلح